# Vlag van Theux
De vlag van Theux is bevestigd door het gemeentebestuur als de vlag van de Luikse gemeente Theux. De vlag kan als volgt worden beschreven:
Twee even lange banen van groen en van wit.
De vlag die in gebruik is, is hoogstwaarschijnlijk de vlag die Theux gebruikte voor de gemeentelijke hervorming. Groen en wit zijn de kleuren van Franchimont. Dit gemeentevlag is identiek aan de vlag van Stoumont, en de vlag van Verviers.
De Raad van Heraldiek en Vexillologie (Frans: Conseil d’héraldique et de vexillologie) stelde een vlag met twee even hoge banen van groen en van wit met op het midden het wapenschild van de gemeente.

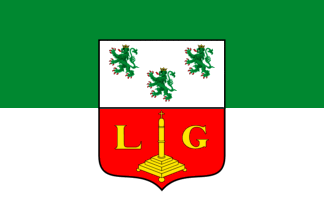
Vlagontwerp van de Raad van Heraldiek en Vexillologie
Vlag van Stoumont
Vlag van Verviers